# Jaszkowo, Voivodato de Cuyavia y Pomerania
Jaszkowo [pronunciación en polaco: /jaʂˈkɔvɔ/] es un pueblo ubicado en el distrito administrativo de Gmina Sośno, dentro del Distrito de Sępólno, Voivodato de Cuyavia y Pomerania, en el norte de Polonia central. Se encuentra aproximadamente a 7 kilómetros al sur de Sośno, a 18 kilómetros al sureste de Sępólno Krajeńskie, y a 31 kilómetros al noroeste de Bydgoszcz.